# レディウィリアムズ
‘レディウィリアムズ’（英: ‘Lady Williams’）は、1935年にオーストラリアで見つかった偶発実生に由来するリンゴ（セイヨウリンゴ）の栽培品種の一つである。品種親は‘グラニースミス’と‘紅玉 (ジョナサン)’または‘Rokewood’であると考えられている。果実は赤くなり、歯ごたえがあり、果汁が多い。‘クリップスピンク’（ブランド名はピンクレディ）の花粉親である。

## 特徴
温暖な地での生育に適している。自家不和合性に関わるS遺伝子型はS7S23である。晩生性であり、寒冷な地域では十分に成熟できない。
果実は中型から大型、円形。縞状に赤く染まる。歯ごたえがあり、果汁が多い。貯蔵性が極めて良い。生食用。

## 歴史
‘レディウィリアムズ’は、オーストラリア西オーストラリア州ドニーブルック (Donnybrook) の農場において、1935年に発見された偶発実生に由来する。品種親は明らかではないが、おそらく種子親が‘グラニースミス’、花粉親が‘ジョナサン (紅玉)’または‘Rokewood’であると考えられている。1968年に商業的に栽培されるようになった。

## 派生品種
オーストラリアでは品種作出に利用されており、‘クリップスピンク’（ブランド名はピンクレディ; 種子親は‘ゴールデンデリシャス’）、‘クリップスレッド’（ブランド名はサンドーナー; 種子親は‘ゴールデンデリシャス’）、‘Bright Future’（種子親は‘Discovery’）の花粉親である。